# 拉思本 (愛荷華州)
拉思本（英語：Rathbun）是一個位於美國愛荷華州阿珀努斯縣的城市。

## 地理
拉思本的座標為40°48′05″N 92°53′18″W / 40.80139°N 92.88833°W，而該地的平均海拔高度為286米（即938英尺）。

## 人口
根據2010年美國人口普查的數據，拉思本的面積為0.57平方千米，當中陸地面積為0.57平方千米，而水域面積為0.00平方千米。當地共有人口89人，而人口密度為每平方千米156人。